# Faucherea
Genre
Classification phylogénétique
 Faucherea est un genre de plantes à fleurs de la famille des Sapotaceae. Ce sont des arbres et arbustes endémiques de  Madagascar.

## Quelques espèces
- Faucherea ambrensis Capuron ex Aubrév. Adansonia, n.s. 11(2): 288–289 1971
- Faucherea glutinosa Aubrév. Adansonia, n.s. 11(2): 287 1971
- Faucherea hexandra (Lecomte) Lecomte Bull. Mus. Natl. Hist. Nat. 26: 248 1920
- Faucherea laciniata Lecomte Bull. Mus. Natl. Hist. Nat. 26: 251, f. 3 1920
- Faucherea longepedicellata Aubrév. Adansonia, n.s. 11(2): 282–284 1971
- Faucherea manongarivensis Aubrév. Adansonia, n.s. 11(2): 284, p. 3 1971
- Faucherea parvifolia Lecomte Bull. Mus. Natl. Hist. Nat. 26: 251, f. 4 1920
- Faucherea sambiranensis Aubrév. Adansonia, n.s. 11(2): 285 1971
- Faucherea tampoloensis Aubrév. Adansonia, n.s. 11(2): 286–287 1971
- Faucherea thouvenotii Lecomte Bull. Mus. Natl. Hist. Nat. 26: 248, f. 2 1920
- Faucherea urschii Capuron ex Aubrév. Adansonia, n.s. 11(2): 285–286 1971

## Répartition
Faucherea est un genre endémique à Madagascar.